# کوین بوکیلی
کوین بوکیلی (به فرانسوی: Kevin Bokeili) رمان‌نویس و فیلم‌نامه‌نویس قرن بیستم میلادی اهل فرانسه است.